# Liste der Straßen und Plätze in Roitzsch (Dresden)

Lage der Gemarkung Roitzsch in Dresden

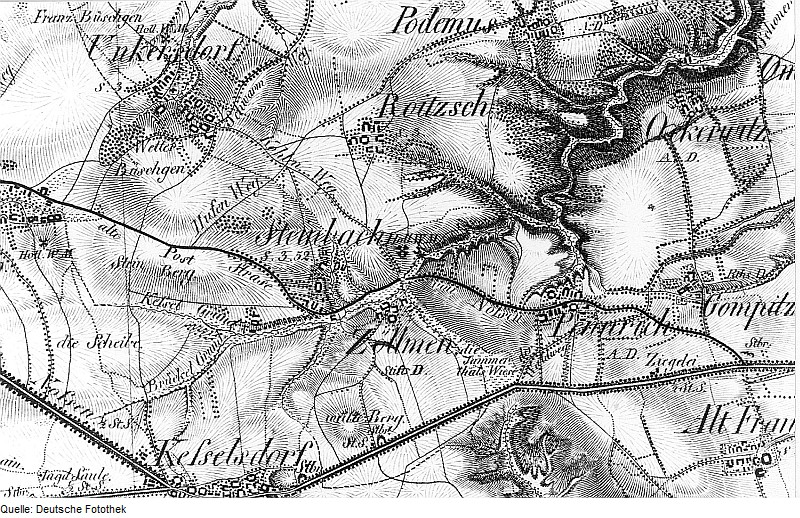
Roitzsch mit den Straßen und Wegen der Umgebung auf der Oberreitschen Karte aus dem 19. Jahrhundert

Die Liste der Straßen und Plätze in Roitzsch beschreibt das Straßensystem im Dresdner Ortsteil Roitzsch mit den entsprechenden historischen Bezügen. Aufgeführt sind Straßen, die im Gebiet der Gemarkung Roitzsch liegen. Kulturdenkmale in der Gemarkung Roitzsch sind in der Liste der Kulturdenkmale in Roitzsch aufgeführt.
Roitzsch ist Teil der Ortschaft Gompitz, die wiederum zum statistischen Stadtteil Gompitz/Altfranken der sächsischen Landeshauptstadt Dresden gehört. Wichtigste Straße in der Roitzscher Flur ist die Bundesautobahn 17 (Europastraße 55) auf ihrem Abschnitt zwischen dem Autobahndreieck Dresden-West und der Anschlussstelle Dresden-Gorbitz. Ihre Trasse liegt im Westen der Gemarkung, rund 200 Meter westlich des Dorfkerns, und verläuft dort in Nord-Süd-Richtung. Insgesamt gibt es in Roitzsch drei benannte Straßen, die in der folgenden Liste aufgeführt sind. Zwei davon sind Kreisstraßen. Außerdem führten in früherer Zeit der Kohlenweg von Zöllmen nach Unkersdorf sowie der Hufenweg nach Südwesten über die Roitzscher Flur.

## Legende
Die nachfolgende Tabelle gibt eine Übersicht über die vorhandenen Straßen und Plätze im Ortsteil sowie einige dazugehörige Informationen. Im Einzelnen sind dies:
- Name/Lage: Aktuelle Bezeichnung der Straße oder des Platzes sowie unter ‚Lage‘ ein Koordinatenlink, über den die Straße oder der Platz auf verschiedenen Kartendiensten angezeigt werden kann. Die Geoposition gibt dabei ungefähr die Mitte der Straße an.
- Länge/Maße in Metern: Die in der Übersicht enthaltenen Längenangaben sind nach mathematischen Regeln auf- oder abgerundete Übersichtswerte, die in Google Earth mit dem dortigen Maßstab ermittelt wurden. Sie dienen eher Vergleichszwecken und werden, sofern amtliche Werte bekannt sind, ausgetauscht und gesondert gekennzeichnet. Bei Plätzen sind die Maße in der Form a × b dargestellt. Der Zusatz ‚im Stadtteil‘ bzw. ‚im Ortsteil‘ gibt an, wie lang die Straße innerhalb des Stadt-/Ortsteils ist, sofern sie durch mehrere Stadt-/Ortsteile verläuft.
- Namensherkunft: Ursprung oder Bezug des Namens.
- Jahr der Benennung: Zeitpunkt, zu dem die Straße ihren heute gültigen Namen erhielt (sofern bekannt).
- Anmerkungen: Weitere Informationen bezüglich anliegender Institutionen, der Geschichte der Straße, historischer Bezeichnungen, Baudenkmalen usw.
- Bild: Foto der Straße.

## Straßenverzeichnis
| Name/Lage                    | Länge/Maße | Namensherkunft                                                                            | Jahr der Benennung | Anmerkungen | Bild |
| ---------------------------- | ---------- | ----------------------------------------------------------------------------------------- | ------------------ | --- | ---- |
| Roitzscher Dorfstraße Lage   |            | Dorf Roitzsch                                                                             |                    | An der Roitzscher Dorfstraße liegt der Dorfkern von Roitzsch. Sie ist Teil der Kreisstraße K 6240, die von Cossebaude über Oberwartha, Unkersdorf und Roitzsch weiter nach Pennrich und Altfranken führt.                                                              |      |
| Roitzscher Landstraße Lage   |            | Landstraße, die nach Roitzsch führt                                                       |                    | Die Roitzscher Landstraße verbindet Podemus über Roitzsch mit Unkersdorf. Zwischen Unkersdorf und Roitzsch ist sie Teil der Kreisstraße K 6240. Zwischen Roitzsch und Podemus ist sie Teil der K 6241, die weiter über Merbitz und Mobschatz nach Cossebaude verläuft. |      |
| Steinbacher Grundstraße Lage |            | Verlauf eines Abschnitts der hauptsächlich in Steinbach gelegenen Straße im Zschonergrund |                    | Der Zusatz Steinbacher wurde nach der 1999 erfolgten Eingemeindung nach Dresden notwendig, da es in der Landeshauptstadt zwischen Loschwitz und Bühlau bereits eine Grundstraße gab.                                                                                   |      |